# 羅伯特·弗里曼·史密斯
羅伯特·弗里曼·史密斯（英語：Robert Freeman Smith，1931年6月16日—2020年9月21日）是美国俄勒冈州的一位共和黨籍政治人物，曾擔任該州的聯邦眾議員。

## 生平

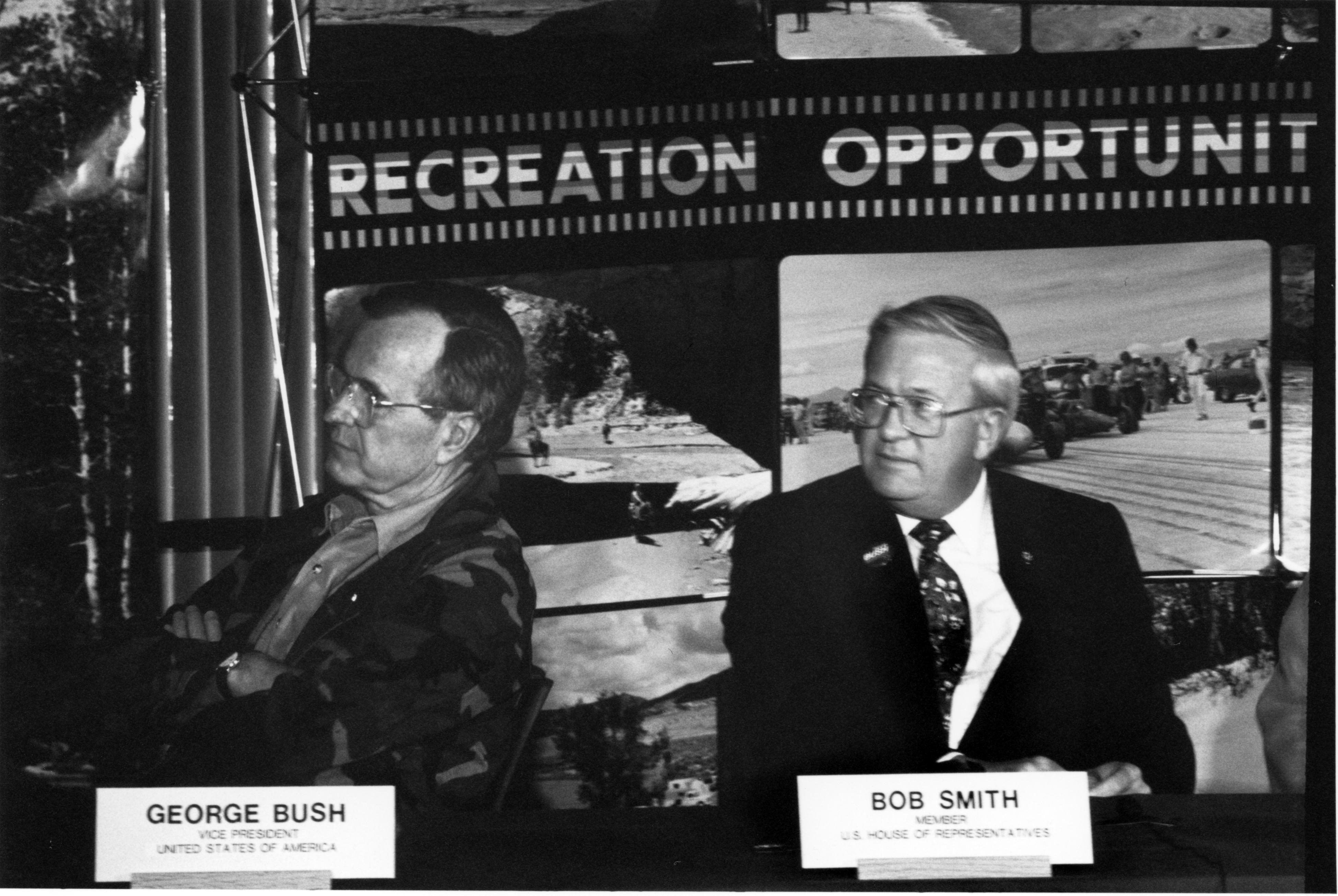
1988年与乔治·布什合影

1931年生于俄勒冈州波特蘭，在柏恩斯长大，1953年毕业于塞勒姆的威拉姆特大學农学专业，后在农场工作，1960年当选俄勒冈州众议院议员。1969年和1971年当选众议院议长。1965年至1969年，担任公有土地委员会主席。
1983年至1995年，他担任美国众议院议员，来自俄勒岡州第二選區，代表共和黨。1997年重返议会，接替派特·羅伯茲担任农业委员会主席。1999年期满退休。
2016年2月8日，他在俄勒冈州梅德福开车时撞倒了一名正在过马路的行人。行人当场身亡。史密斯没有逃离现场，而是与调查人员合作，确认没有醉酒驾驶
2020年9月21日在俄勒冈州梅德福逝世，终年89岁。